# Urea carboxilasa
La urea carboxilasa (UCA) (EC 6.3.4.6) es una enzima que cataliza la reacción de carboxilación de la urea utilizando biotina como cofactor.
urea + HCO3- + ATP {\displaystyle \rightleftharpoons } urea-1-carboxilato + ADP + fosfato
La UCA de la levadura Saccharomyces cerevisiae también cataliza una reacción similar a la catalizada por la alofanato hidrolasa, hidrolizando la urea a dióxido de carbono y amoniaco. Esta última reacción no es catalizada por la UCA de las algas verdes. La UCA de la bacteria procariota Oleomonas sagaranensis también usa acetamida y formamida como sustratos.